# Stadio Unico Madre de Ciudades
Lo stadio Unico Madre de Ciudades (in spagnolo Estadio Único Madre de Ciudades) è un impianto sportivo argentino di Santiago del Estero.
Il nome richiama il soprannome con il quale è conosciuta in Argentina la città di Santiago del Estero.

## Storia
L'annuncio della costruzione dello stadio fu fatto il 13 aprile 2018 dal governatore della provincia di Santiago del Estero Gerardo Zamora e dal presidente della AFA Claudio Tapia. I due siglarono un accordo che sanciva che l'impianto avrebbe ospitato alcun incontri della nazionale di calcio argentina durante le qualificazioni per la Coppa del Mondo 2022 e che sarebbe stata una delle sedi della Copa América 2021. I lavori di costruzione iniziarono nel luglio successivo.
Il nuovo stadio è stato inaugurato il 4 marzo 2021 con l'ottava edizione della Supercopa Argentina 2019 disputatasi tra River Plate e Racing Club. Il presidente dell'Argentina Alberto Fernández ha presenziato all'evento. Il 3 giugno successivo l'impianto ha ospitato l'incontro tra l'Argentina ed il Cile valevole per la qualificazione al mondiale del 2022.